# Taenaris onesimides
Taenaris onesimides är en fjärilsart som beskrevs av Hans Fruhstorfer 1904. Taenaris onesimides ingår i släktet Taenaris och familjen praktfjärilar. Inga underarter finns listade i Catalogue of Life.